# James Hoban
James Hoban (n. 1758 - 8 de desembre de 1831) fou un arquitecte irlandès, que va dissenyar la mansió presidencial dels Estats Units a la seva capital, Washington DC, coneguda com a Casa Blanca.

## Biografia
James Hoban va néixer i es va criar en una caseta a Cuffesgrange, prop de Callen al comtat de Kilkenny. Va treballar allà com un carreter i un fuster fins als vint anys, quan va cursar estudis avançats amb dibuix de la Societat de Dublín, l'Escola de Baixa Grafton Street.
Va destacar en els seus estudis i va rebre la prestigiosa medalla de Duc de Leinster pel dibuix de "Els suports, escales i sostres." de la Societat de Dublín el 1780. Més tard Hoban trobar un lloc com a aprenent amb el director de l'Escola de la Societat de Dublín.
Després de la Revolució Americana, Hoban va emigrar als Estats Units, i es va establir com a arquitecte a Filadèlfia el 1785.
El president Washington, juntament amb el dissenyador de la ciutat, Pierre Charles L'Enfant, va escollir el lloc on es construiria la Mansió Presidencial. En començar els preparatius per a la construcció de la Capital Federal, es va dur a terme un concurs per a triar a l'arquitecte de la Casa Presidencial. Van ser avaluades nou propostes, sent un nadiu de Dublín, Irlanda, l'arquitecte James Hoban qui va guanyar la medalla d'or per la presentació del disseny que avui coneixem.
Hoban va ser també un dels arquitectes supervisors del Capitoli, duent a terme el disseny del Dr William Thornton.
Hoban va viure la resta de la seva vida a Washington DC, on va treballar en altres edificis públics i projectes de govern, incloses les carreteres i ponts. També va dissenyar la casa Rossenarra prop del poble de Kilmoganny a Kilkenny, Irlanda el 1824.
Membre de la francmasoneria fou Mestre fundador de Lògia Federal N º 1
Fou qui va posar la primera pedra de la Casa Blanca en plena cerimònia maçònica el 12 d'octubre de 1792.
Hoban va morir a Washington DC el 8 de desembre de 1831. Està enterrat en l'històric Cementiri del Mont de les Oliveres.